# Meskine
Meskine est une localité de l'arrondissement de Maroua I du département du Diamaré dans la région de l'Extrême-Nord au Cameroun.

## Géographie
Meskine est située à 9 km de la ville de Maroua.

## Population
Le canton de Meskine a à sa tête Amadou Daïrou et abrite environ 16 000 habitants constitués de nombreuses ethnies qui cohabitent, entre autres les Guiziga, les Moufou, les Guidars, les Peuls.

## Infrastructures
Meskine a de nombreuses infrastructures étatiques et communales dont l'Hôpital CMAO qui accueille de nombreux patients venant du Tchad et du Nord Cameroun, le magasin de stockage d'oignons, le Lycée d'Enseignement Secondaire Général, l’école Publique Primaire, le marché alimentaire hebdomadaire. il est l'une des localités des banlieues de la ville de Maroua qui produisent en abondance les cultures maraichères dont la tomate. IRAD y possède de parcelle où les étudiants de Master et de thèse font leur champs d'essai.